# Complejo presidencial de Turquía
El Complejo presidencial de Turquía (en turco: Cumhurbaşkanlığı Külliyesi) es el palacio presidencial de la República de Turquía. El complejo está localizado en el distrito de Serştepe, en Ankara, dentro del área de la Granja y zoológico del bosque de Atatürk. Previamente fue conocido como Palacio presidencial (Cumhurbaşkanlığı Sarayı) o el Palacio Blanco (Ak Sarayı).

## Historia
El palacio fue construido inicialmente para utilizarse como la oficina del primer ministro. Tras ganar las elecciones presidenciales de Turquía de 2014, Recep Tayyip Erdoğan anunció el 2 de septiembre de 2014, que el edificio será utilizado como la nueva sede de la Presidencia. El edificio fue construido en el interior del área de la granja y zoológico del bosque de Atatürk., que fue establecido por Mustafa Kemal Atatürk en 1925.
En 1937, el Mareşal donó la finca para el estado. En 1992, la granja fue designada zona protegida y no se podía construir dentro del territorio. El 4 de marzo de 2014, un tribunal administrativo de Ankara ordenó la suspensión de la construcción del palacio. La orden de suspensión fue apoyada por el Consejo de Estado el 13 de marzo, orden que Erdoğan ignoró.

## Complejo

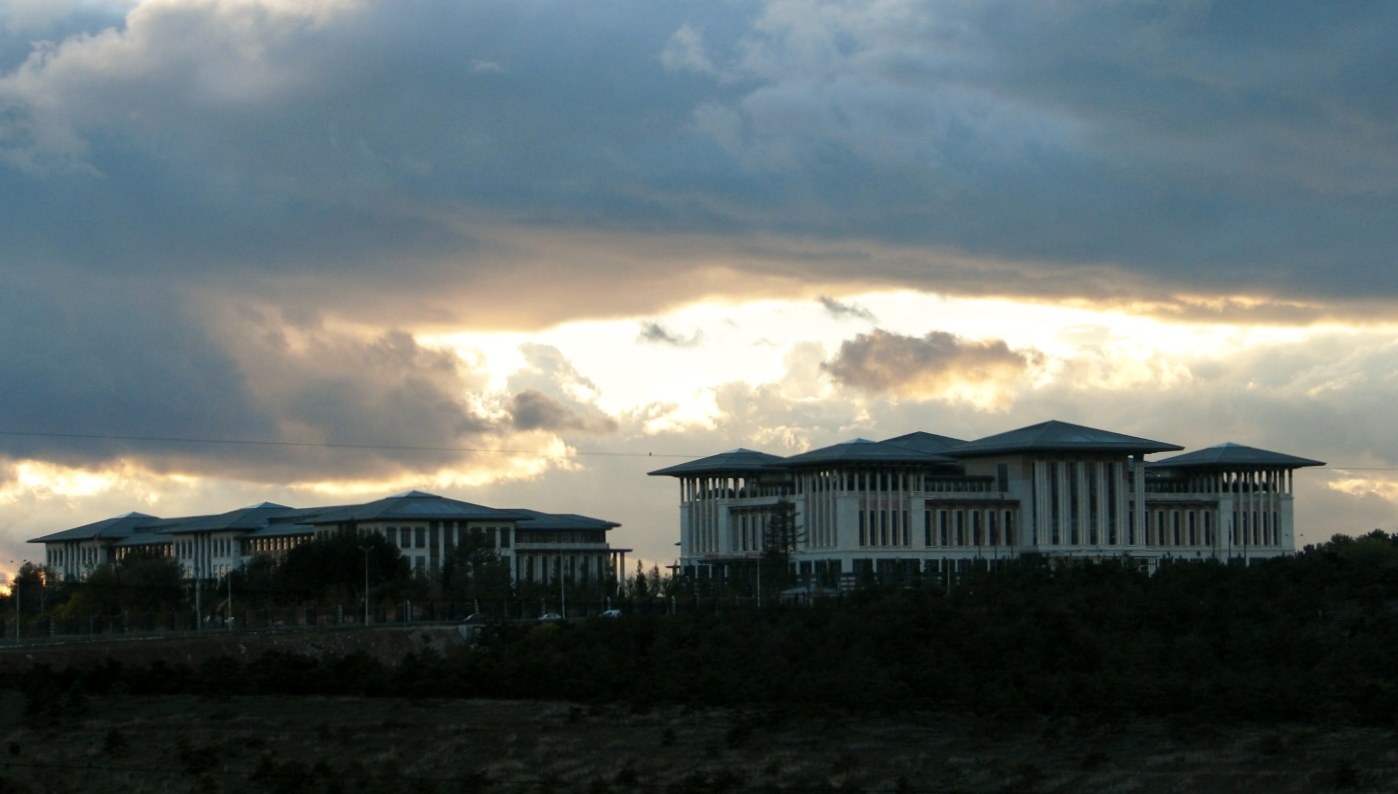
Vista del complejo presidencial.

El complejo consiste en un edificio principal y otros dos edificios de apoyo para ser utilizados para reuniones de visitas de jefes de Estado y dignatarios y cubre un área de 300,000 m2 (3,200,000 sq ft). Inspirado por la arquitectura selyúcida, el nuevo Palacio Presidencial tiene al menos 1150 habitaciones, casas de huéspedes adicionales, un jardín botánico, una sala de operaciones con canales vía satélite y comunicaciones militares, además de búnkeres capaces de soportar ataques con armamentos biológicos, químicos y nucleares. También dispone de un parque y un centro de congresos.
El complejo dispone de altas medidas de seguridad con aislamiento adicional en cuanto a protección de escuchas telefónicas.
El Palacio Presidencial también tiene un laboratorio especial para detectar armas nucleares, biológicas y químicas que podrían ser utilizadas contra el Presidente.

## Galería de imágenes

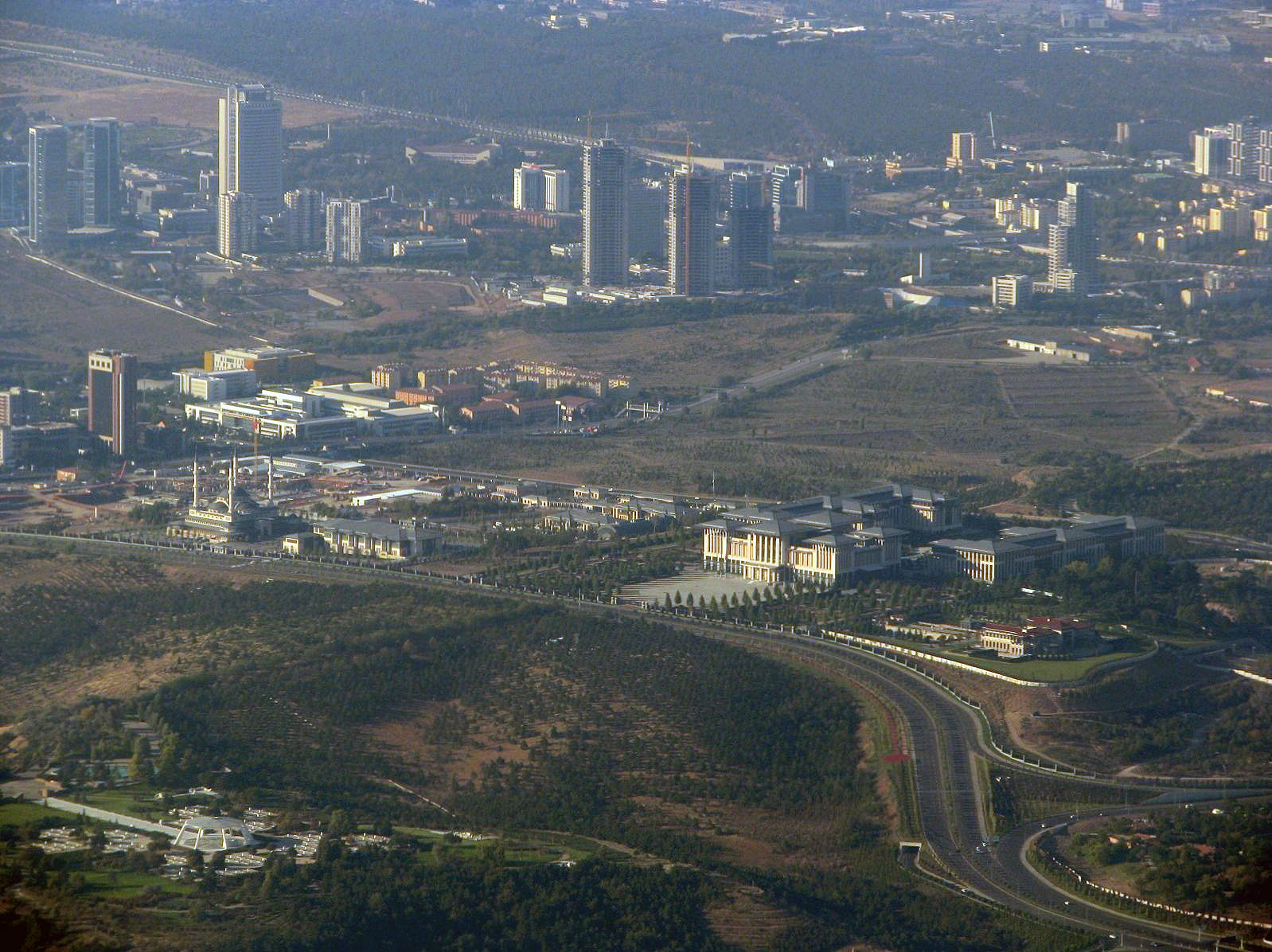
El complejo visto desde el aire.
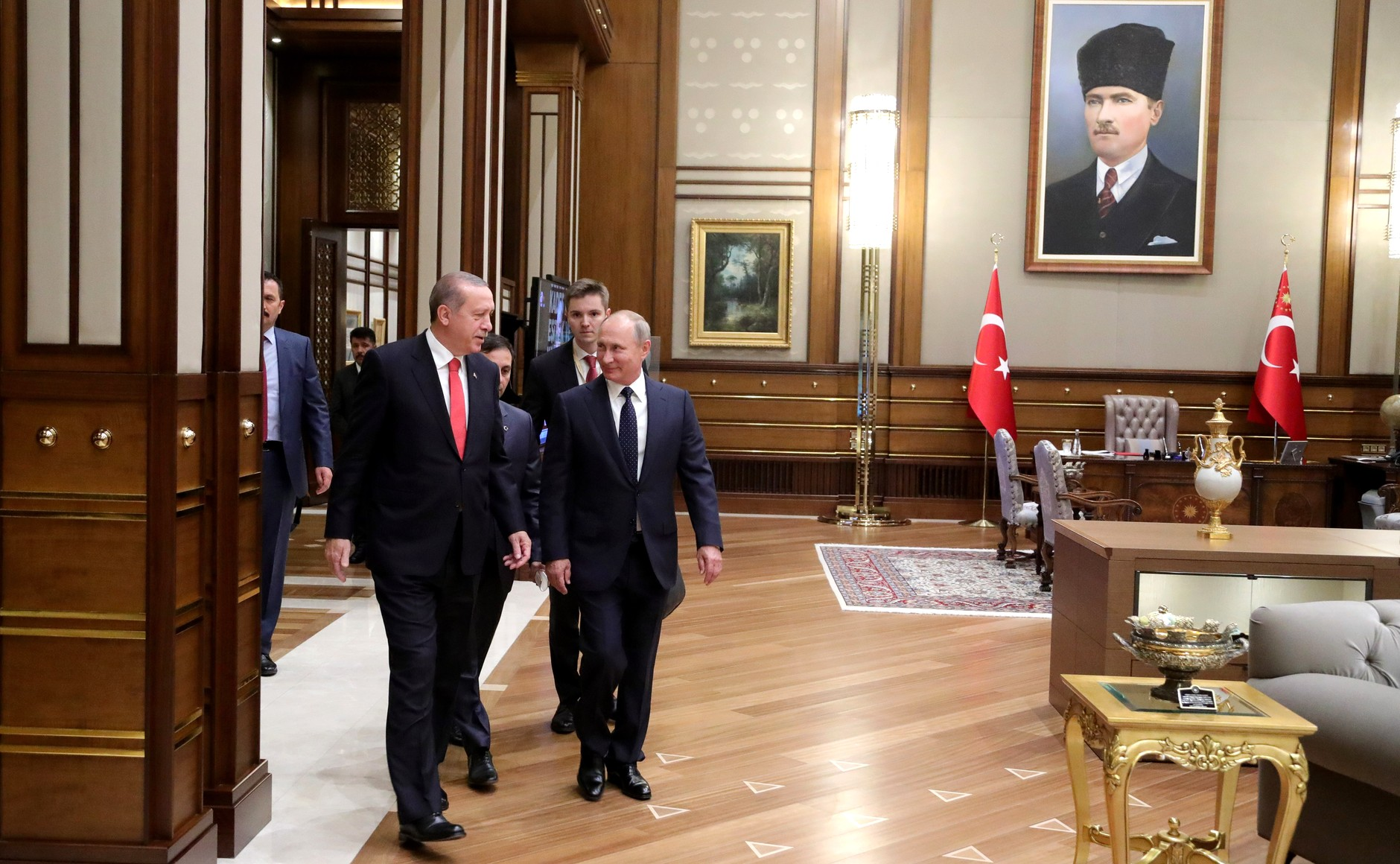
La oficina de trabajo del presidente Erdogan, ubicada en el complejo presidencial.
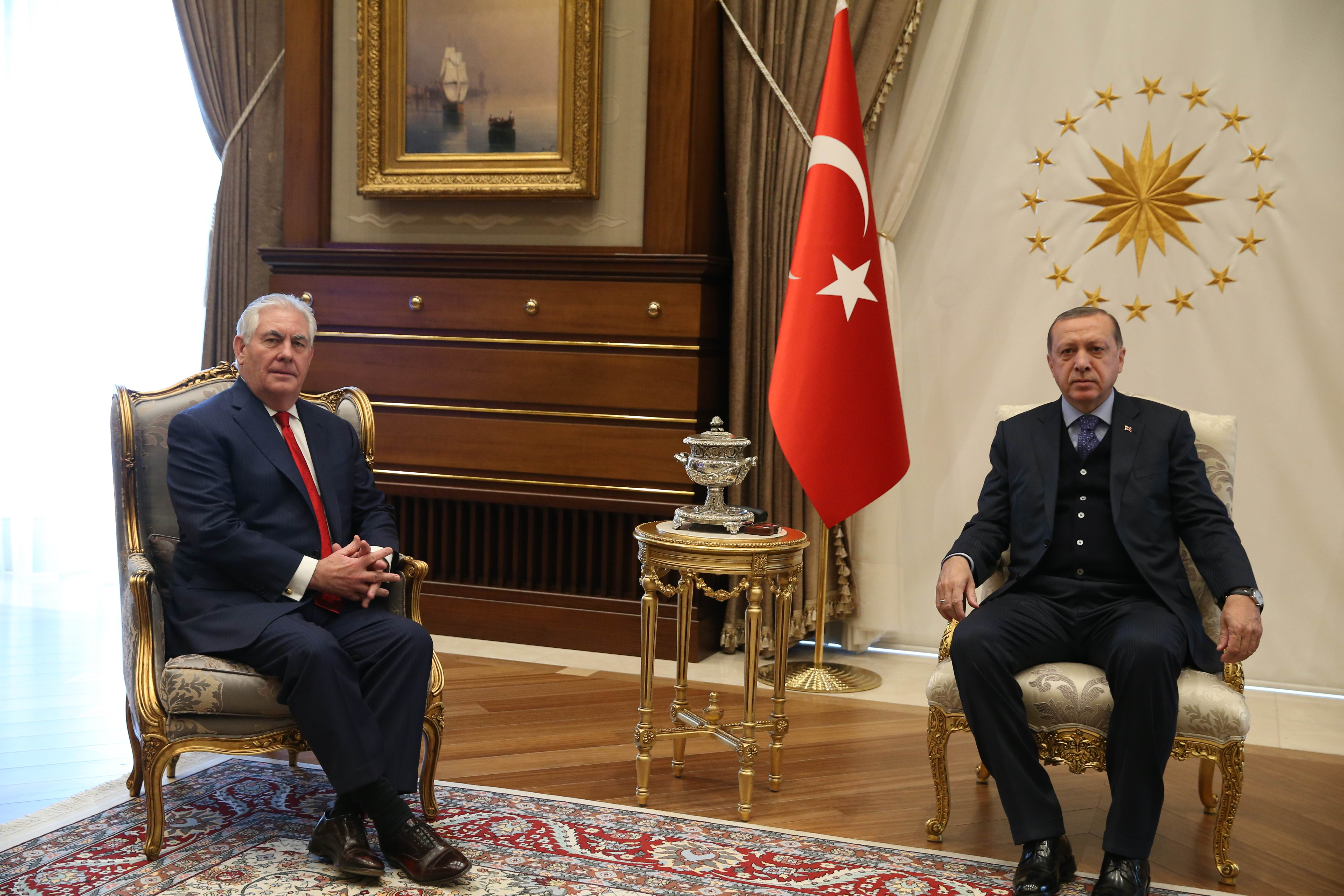
Sala de Reuniones